# Eight-to-Fourteen Modulation
Pour les articles homonymes, voir EFM.

Le Eight-to-Fourteen Modulation (EFM) est une technique d'encodage utilisée pour les disques compacts (CD) et les minidiscs (MD).
Le terme Eight-to-Fourteen Modulation est utilisé tel quel dans le langage technique ; sa traduction littérale pourrait être : modulation de 8 à 14. Dans la suite de l'article, nous utiliserons le terme EFM.

## Principe
L'EFM consiste à associer à chaque mot de 8 bits un mot de 14 bits contenant toujours au minimum deux 0, et au maximum dix, entre chaque 1. Cette transposition se fait par l'intermédiaire d'une table de correspondance.

## Intérêts de l'EFM

### La réduction de la bande passante du signal HF.
L'information numérique sur un CD ou un MD est matériellement présente par une succession d'alvéoles (creux) de différentes longueurs. Ces alvéoles se trouvent sur une surface plane. Les alvéoles et les surfaces planes représentent l'information numérique pour laquelle chaque transition (c’est-à-dire le passage d'un alvéole à une surface plane, et inversement) représente un 1. La longueur des alvéoles et celle des surfaces planes déterminent le nombre de 0 entre chaque 1 : Ces 0 sont comptés par l'intermédiaire de l'horloge du système de lecture. Pour que le système de lecture laser puisse détecter sans erreur deux transitions consécutives, la dimension finie du diamètre du spot laser impose une distance minimale (Lmin) entre deux transitions.
Pour comprendre l'intérêt de l'EFM sur la bande passante, il faut prendre deux exemples extrêmes :
- Si le signal numérique n'était pas transformé avant écriture, le mot de 8 bits nécessitant le plus de transitions serait : 1111 1111, équivalent à 8 transitions. Par conséquent, chaque octet nécessiterait 8 Lmin de piste.
- Pour l'EFM, le mot de 14 bits nécessitant le plus de transitions est (entre autres) : 10010010010010, équivalent à 5 transitions. Donc chaque mot de 14 bits nécessite environ 5 Lmin de piste.

Ainsi, paradoxalement, en augmentant le nombre de bits de chaque mot, l'EFM permet de réduire la taille physique des informations à enregistrer sur un CD ou un MD, et ce en résolvant le problème de la présence de 1 consécutifs (et donc de transitions) dans un mot. L'EFM permet ainsi un gain de rapidité de 33 %

### Synchronisation du signal
L'EFM assure qu'il y a régulièrement des transitions dans le signal. C'est indispensable pour la boucle à verrouillage de phase (PLL) qui se synchronise sur le rythme des données.

### Vérification de l'intégrité de la lecture du signal
L'EFM assure qu'il y a autant de 0 que de 1 dans le signal. Cette condition est utilisée par le « slicer ». En toute rigueur, cette fonctionnalité est assurée par les trois bits de liaison qui assurent la jonction entre deux mots consécutifs de 14 bits.